# Richard Proctor
Richard Anthony Proctor (23 març 1837 – 12 set 1888) va ser un astrònom anglès.
Se'l coneix per haver produït un dels primers mapes de Mart el 1867 de 27 dibuixos de l'observador anglès William Rutter Dawes.
El seu mapa va ser posteriorment substituït per aquells de Giovanni Schiaparelli i Eugène Antoniadi i la seva nomenclatura va ser abandonada (per exemple, el "Kaiser Sea" va esdevenir Syrtis Major Planum).
Va utilitzar antics dibuixos de Mart que es remunten al 1666 per intentar determinar l'any sideral de Mart. La seva última estimació, el 1873, va ser de 24h 37m 22,713s, molt a prop del valor modern de 24h 37m 22,663s. No obstant, el valor de Frederik Kaiser de 24h 37m 22,622s està més proper, en 0,012 segons en 88.642,688 segons, una diferència molt petita en l'error de tots dos càlculs.
Un cràter a Mart porta el seu cognom.